# الدوري الأمريكي لكرة السلة للمحترفين 1997–98
الدوري الأمريكي لكرة السلة للمحترفين 1997–98 (بالإنجليزية: 1997–98 NBA season)‏ هو موسم من الرابطة الوطنية لكرة السلة. أقيم خلال الفترة 31 أكتوبر 1997 وحتى 14 يونيو 1998، وأشرف على تنظيمه الرابطة الوطنية لكرة السلة، وفاز فيه شيكاغو بولز.